# جيسي ريد
جيسي ريد (بالإنجليزية: Jessie Reid)‏ هو لاعب كرة قاعدة أمريكي، ولد في 1 يونيو 1962 في هونولولو في الولايات المتحدة.

## وصلات خارجية
- جيسي ريد على موقع الدوري الياباني لكرة القاعدة (الإنجليزية)
- جيسي ريد على موقعبيزبول رفرنس.كوم (الدوري الرئيسي) (الإنجليزية)
- جيسي ريد على موقعبيزبول رفرنس.كوم (الدوري الثانوي) (الإنجليزية)
- جيسي ريد على موقع مشجعي الرسوم البيانية (الإنجليزية)